# 西原理恵子
西原 理恵子（さいばら りえこ、1964年11月1日 - ）は、日本の漫画家。一般財団法人高須克弥記念財団理事長。
高知県高知市出身。1988年『ちくろ幼稚園』でデビュー。前夫はカメラマンの鴨志田穣、パートナーは高須クリニック創業者で東京院院長の高須克弥。代表作は『ぼくんち』、『毎日かあさん』など多数。

## 経歴

### 出生
1964年（昭和39年）11月1日高知県高知市浦戸という漁師町出身。実父は入退院を繰り返すほどのアルコール依存症であり、母親は理恵子の妊娠中に離婚した。母親は理恵子の兄を連れて実家に帰り、そこで出産・育児をしている。そのため、理恵子が3歳の時に1度も会わないまま、実父はドブに転落して死亡した。浦戸に6歳まで住んでいた。

### 母親の再婚以後
6歳の時に母が再婚し、義父となる宏と同居を始める。相手は無類のギャンブル好きで何十種類もの仕事を転々とし、バクチと妻以外の女に入れ込むが、理恵子を我が子のように可愛がっていた。しかし、義父は一週間に一度くらいしか家に帰ってこない上に、理恵子の母親のお金にまで手を出す人物であり、家計は火の車で怒鳴り声が絶えず飛び交う家庭であった。義父は何度も職を変え、家庭は経済的にも浮き沈みの激しい生活を送った。
理恵子は義父について、「お前は人と違う人生を行くぞ」と自信の持てない少女を肯定してくれた特別な存在であり、義父の影響で漫画家を目指したと述べている。ただし、住んでいた高知県の工業地帯では、どこの家庭も切り詰めた生活によるストレスで、日常的な両親の喧嘩や家庭内暴力が蔓延していたために、絶望していた時期があった。
私立土佐女子高等学校在学中に、ディスコと煙草で一週間の停学処分を受けていたが、高校3年時にスナックでの集団未成年飲酒によって退学処分を受ける。2度目なら「無期停学やな」ぐらいに思っていたら、「辞めてくれ。強制退学。とにかく自主退学届けを出してくれ」と言われ、納得がいかず、処分への不服を申し立て、学校側を訴える。理恵子の母親の財産で起業したタクシー会社経営が上手くいっていた時期であり、羽振りが良かった義父は、大人で唯一理恵子の言い分を信じ、「どうしても納得がいかないなら、裁判して闘ってみろ。オレは理恵子のことをいちばんよく知ってる。ずっと信じてるから」と資金提供と弁護士を紹介してくれた。理恵子は義父は心強い支援となったと述べている。その事件を取材に来たフリーライターの保坂展人（青生舎。のち社民党衆院議員を経て2011年より世田谷区長）と知り合う。
保坂らが運営していた青生舎で1983年3月から学校解放新聞を発行しており、創刊号に西原理恵子のイラストが掲載されている。
理恵子は勉強も出来なかったため、母親に叱られて育っている。義父は普段帰ってこないために食事中は母親のグチが絶えず、「あんたたちがいるから離婚しないんだよ」と言っていた。地元はどこを見ても父親が妻を殴っていて、大人が子どもをぶん殴っていた。女の子は16歳ぐらいで妊娠、18歳頃に別の男に変えてまた妊娠といういうのが普通であった。貧乏人、離婚だらけ、養育費も貰っていない女性ばかりで、手本になる女性や憧れるような女性はおらず、子どもながらに「立派な女性」はテレビに出ている芸能人みたいな夢の存在であった。高知にいたら立派な女性に会えないので、「ここじゃないどこかに行きたい」と考えていた。彼女らの交際・結婚していた男性は差し押さえる財産もなく、借金だらけであり、子供を本気で殴るケースがありふれていた。西原自身も上京前の高知にいた頃は、シンナーを吸っているような男と平気で付き合っていたことを明かしている。そして、上京して仕事が上手くいき出してから、「約束を守る」「貯金がある」といった、人として当たり前のタイプの男性を初めて体験し、知り合うようになったと明かしている。

### 上京時の義父の自殺
高校中退後は上京し、大検に合格し、美大受験を志した。理恵子が19歳で美大受験の前日に、ギャンブルで莫大な借金を作った義父が縊死を遂げる。義父の首吊り自殺に驚いて高知に戻ると、自殺する前日の義父にボコボコに殴られて顔を腫らして、頭も髪も血まみれの母の姿があった。義父にボコボコにされた理由は、借金で首が回らなくなっているのにギャンブルでの再起資金とするために、母がかつて3軒あった持ち家のうちの唯一残っていた1軒までもを売れと迫ったが、「あれは子供たちにあげるための土地と家だから、絶対に売らない」として決して同意しなかったからであった。義父にボコボコにされた顔のままで、西原の母は夫の葬儀の喪主を務めた。　
葬儀の日に家に債権者たちが押し寄せ、頭を彼らに下げ続ける母の姿を見て、理恵子は大学進学を内心諦める。しかし、母が死守した全財産140万円のうち、「これで東京に行きなさい」と100万円の資金提供してくれたことで、東京の美大受験のための予備校である立川美術学院へ進学。当時を振り返り、希望や夢があったから今のようになれた訳でなく、「田舎に戻らないですむために自分で稼ごう、稼げれば殴られずに済むはずだという一心だった」と述べている。

### 再上京
再上京後は、美大受験のための予備校である立川美術学院に通い出した。しかし、最初の課題でクラス最下位であり、予備校で最下位で美大に受かるはずはないと自覚させられる。帰る場所は無いため、アルバイトで生計を立てる傍ら、何十社もの出版社へイラストを持ち込むなど営業を行っていた。　
絵で食べていく方法を模索する中で、予備校時代にアダルト本のカットを描き始める。予備校入学の1年後、絶対に無理だと思っていた武蔵野美術大学（ムサビ）造形学部視覚伝達デザイン学科に合格し入学する。他の美大生との才能の差に愕然とし、上記のような持ち込み営業に励み、最終的にエロ本業界に救われる。

### ヒモ飼いアルバイト生活とアダルト本業界との出会い
エロ本業界では、珍しい美術大学の女子大生であったためか、寵愛を受けた。そして、絵の才能はさほどながらもこの世界で生きていくための差別化の重要性を学ぶ。作家の文章に、絵はおまけ程度で文字だらけのツッコミを入れるスタイルを確立し、編集者やライターから「君はカットマンの才能があるよ」と褒められていた。そして、武蔵野美術大学3年時には月収30万円超えの収入となっている。
西原は飲食店での皿洗いなどのアルバイト経験を持っている。武蔵野美術大学在学中、エロ本業界に入る以前、直近では歌舞伎町のミニスカパブでホステスのアルバイトをしながら描き続けていた。この時期の西原は、歌舞伎町のミニスカパブから満員の最終電車で、酔っぱらいながら無職のヒモ男を養っている東村山のボロボロのアパートに帰っていた。この上京後最初の家である東村山のアパートは、「隣室のおならの音が聞こえる」「怒鳴り声が昼夜かまわず響いていた」ほど壁の薄い家賃3万円程度の賃貸アパートであった。ヒモ男は貯金も無い無職な上に、炊事も掃除も洗濯もしないのに猫を拾ってくるような男であったため、猫の医療費の7万円を含めた猫の世話代も全て西原が支払っている。エロ本業界と出会って稼げるようになるまでは、料金未払いで電気や水道が止められる直前に、西原が新聞やチラシに掲載されていた日払いアルバイトを行って何とか生計を立てていた。ヒモ男について、「明日は電気が止まるのに、日銭を稼ぐこともできない男でしたから。」と語っている。2017年に「タイムマシンがあったらあの頃に戻って、無職の男の横でへらへらしてる自分をぶん殴ってやりたい」と振り返っている。  その後、西原が目標としていた「絵の仕事だけで月収30万以上」稼げるようになったことが転機となり、「あんな男でもいないと寂しいと思っていたのが、新しい部屋に引っ越すぞと決めた途端にパッと目が覚めました。」とボロアパートからの引っ越しと共に無職のヒモ男との離別に成功している。当時の心境について、「それまでずっとできなかった断捨離ならぬ『男』捨離に踏み切れたのは、えいっと別れられるお金が貯まっていたから」「月30万円あれば、20万円で生活して10万円ずつ蓄えに回せます。着実に暮らしていける。お金を稼ぐことは自由を得ることなんだと、家を出たとき実感しました」と語っている。男捨離後の引っ越し先に「家賃が10万円を超える物件」であり、違いについて大家さんが劇的に優しいことを挙げており、「移った先では大家さんの方から『長く住んでね～』『ここ修繕しておいたよ』って。家賃が2倍以上になるとこんなに違うのかと驚きました」と思ったと語っている。

### 漫画家デビュー
エロ本業界で働く中で成人雑誌のカットが小学館の編集者八巻和弘の目に留まり、1988年の大学3年時『ちくろ幼稚園』（『ヤングサンデー』）で漫画家デビューする。大学4年時にはさまざまな連載を持っていた。そのため、この業界で生きていくための道筋が見えてきたとして、自主退学予定であったが、「それだけはやめて。授業料はしっかり払う。これ以上、私を悲しませないで」と泣きつく母の猛反対への根負けで退学を思いとどまり、1989年3月大学卒業。
大学卒業後、パチンコ雑誌、麻雀漫画誌、漫画週刊誌などに連載を持つ。ギャンブル雑誌のギャンブル漫画を描くためギャンブルに手を出し、パチンコや高レートの麻雀に熱中する日々が続く。結果、漫画家デビューから10年間で損失金額は約5000万円となる。ギャンブルライター山崎一夫や某広告代理店ぱっぽん堂のMらとのギャンブル生活を綴った無頼派麻雀漫画である『まあじゃんほうろうき』は竹書房の『近代麻雀ゴールド』に1989年2月号から1994年6月号まで連載された。
1992年には『週刊朝日』誌上に神足裕司とタッグを組み連載した、ミシュランのグルメガイドにも取り上げられるような高級レストランへマイナス評価をつけるグルメレポ漫画『恨ミシュラン』を発表。全106回で1994年まで約2年間連載。後に単行本・文庫本化されている。

### 鴨志田穣との出会い
1996年に企画された旅行体験ルポ漫画『鳥頭紀行』のアマゾン取材旅行で、カメラマンとして同行したフォトジャーナリスト鴨志田穣と結婚し、2人の子をもうける。しかし長男の妊娠後から、鴨志田も実父と同じくアルコール依存症となった上、さらに西原への精神的DVもあった。1997年から離婚を考えるようになったが、最終的に離婚まで6年かかった理由について「素人判断と素人の介入が、うちみたいにこじれて、6年もさまようことになるんです。暴力も病気も、専門家が介入しなきゃいけない。」と述べている。 
1997年に幼少期の高知の漁村経験をモチーフに、男女の愛憎や貧困問題を叙情的に描いたフィクション『ぼくんち』が第43回文藝春秋漫画賞を受賞。以後の西原は青年漫画誌界の人気漫画家の地位に一気に上り詰めた。 
2001年に渋谷PARCOにて初の展示会『西原理恵子 大ブレークへの道』を開催。 
2002年に『毎日新聞』で西原夫婦と2人の子供の日常をエッセイ風に描写した『毎日かあさん』を連載開始し、女性ファンが急増した。この作品では、鴨志田のアルコール依存症、離婚、復縁、闘病から死別に至るまでを描いている。2016年6月時点で単行本の発行部数はシリーズ累計で230万部以上に上り、2009年にはテレビアニメ、2011年は実写映画になっている。 
2003年に修羅場を経て離婚。離婚後に鴨志田にガンが発覚する。西原は医師である高須克弥に出会って、元夫のアル中やがんなど相談していた。 
離婚から3年経った2006年、ガンになっていた鴨志田による復縁要請が、西原と高須の絆を深める出来事となる。高須から復縁要請を飲むように諭された最初は「命からがら逃げてきたのに、ヨリを戻せってどういうことなの？」と拒否していたが、高須を尊敬していたため、鴨志田と同居再開した。 
メディアでも『毎日新聞』の『毎日かあさん』の2006年8月掲載分にて復縁を示唆し、婚姻届は出さず事実婚の形で同居を再開した。その時点で鴨志田は末期の腎癌であり、半年後の2007年3月20日に42歳で死去した。葬儀では西原は元妻として喪主を務めた。 
西原は「亡くなるまでの最後の半年間は、家族が喧嘩せずに、子供と一緒にご飯が食べられるという生活が送れた」と高須に感謝を示している。高須は西原を説得した理由について、悲惨な状態で鴨志田が死んだら、子供たちにトラウマを残してしまうと思い、「わずかな期間だったら、彼が納得できるように面倒みてあげたほうがいい」と述べている。 

### 活動再開以後
2007年3月20日の鴨志田の死後、公式ホームページでも「絶賛休載中」として、多数連載を含めた活動を約3か月間を休止していたが、同年7月19日に、予備校の立川美術学院時代からの親友であるライターのゲッツ板谷の自伝的青春小説が原作の映画『ワルボロ』（隅田靖監督、同年9月8日公開）の宣伝用イラストを同年6月初旬に依頼され、制作していたことが報道された。映画化を自分のことのように喜んでいた西原は、2006年10月8日の「ワルボロ」の撮影に保母役で友情出演していた。西原描き下ろしイラストは、シール5万枚、ポストカード2000セットで、HMVと 「ワルボロ」上映館で無料配布されること、西原が板谷に花束を渡す姿が描かれたポスター1000枚が同年7月末から全国の書店で掲示されること、ザ・クロマニヨンズが歌う映画主題歌「ギリギリガガンガン」のCDジャケットも担当していることが発表された。この仕事を機に、『毎日かあさん』などの連載も再開した。
2008年12月、2009年春から『毎日かあさん』がアニメ放送されると発表。
2008年9月末、リーマンショックによる高須クリニックの海外進出頓挫前に創られた高須クリニックのCMの『高須クリニックCMドバイ編』に出演している。
2009年5月1日から25日まで、渋谷パルコファクトリーにて「漫画家生活25周年記念企画　西原理恵子博覧会　バラハク」開催。
2010年には菅野美穂主演、吉田大八監督で『パーマネント野ばら』が映画化された他、『この世でいちばん大事な「カネ」の話』を原作として『崖っぷちのエリー〜この世でいちばん大事な「カネ」の話』が山田優主演でテレビドラマ化された。
2010年7月7日に『毎日かあさん』の実写映画化決定を自身のブログで発表。「かあさん」「鴨ちゃん」を小泉今日子と永瀬正敏（2004年に離婚した元夫婦でもある）がそれぞれ演じることとなり、2011年2月5日に全国松竹系にて実写映画版が公開された。
2011年12月10日から2012年2月12日まで、熊本市現代美術館にて「漫画家生活25周年記念企画　西原理恵子博覧会　バラハク」開催。
2016年、高須との共著『ダーリンは70歳 高須帝国の逆襲』（小学館）が、「編集上の不備があった」として回収の対象となる。
2017年6月26日、2002年から16年にわたり連載してきた『毎日かあさん』を連載終了。その後は読者からの投稿をもとに西原が絵を描いた『卒母のススメ』を掲載していた。同年10月2日より『りえさん手帖』を連載開始（2024年12月23日連載終了）。
2017年7月、高須が民進党代表（当時）の蓮舫と民進党議員（当時）の大西健介を名誉毀損で訴えた裁判では、法廷画家を務めている。
2019年6月8日から7月28日まで、香美市立美術館にて「西原理恵子展　人生はおきゃく」開催。
2020年1月、毎日新聞において、HPVワクチン（子宮頸がんワクチン）批判が高まっていた時代に自分が誤った形で同ワクチンについて漫画にしたことを謝罪し、HPVワクチン接種を推奨する発言を行った。女性に対して産婦人科の新しい医学知識を得るように呼びかけている。

### 受賞歴
1997年：『ぼくんち』で文藝春秋漫画賞。
2004年：『毎日かあさん（カニ母編）』で第8回文化庁メディア芸術祭マンガ部門優秀賞を受賞。
2005年：『毎日かあさん』『上京ものがたり』で手塚治虫文化賞短編賞を受賞。
2008年：第29回日本雑学大賞受賞。雑学倶楽部主催。
2010年：VOGUE JAPAN Women of the Year 2010を受賞。
2011年：『毎日かあさん』で第40回日本漫画家協会賞参議院議長賞を受賞。
2013年：第6回ベストマザー賞（文芸部門）受賞。日本マザーズ協会主催。

## 作風

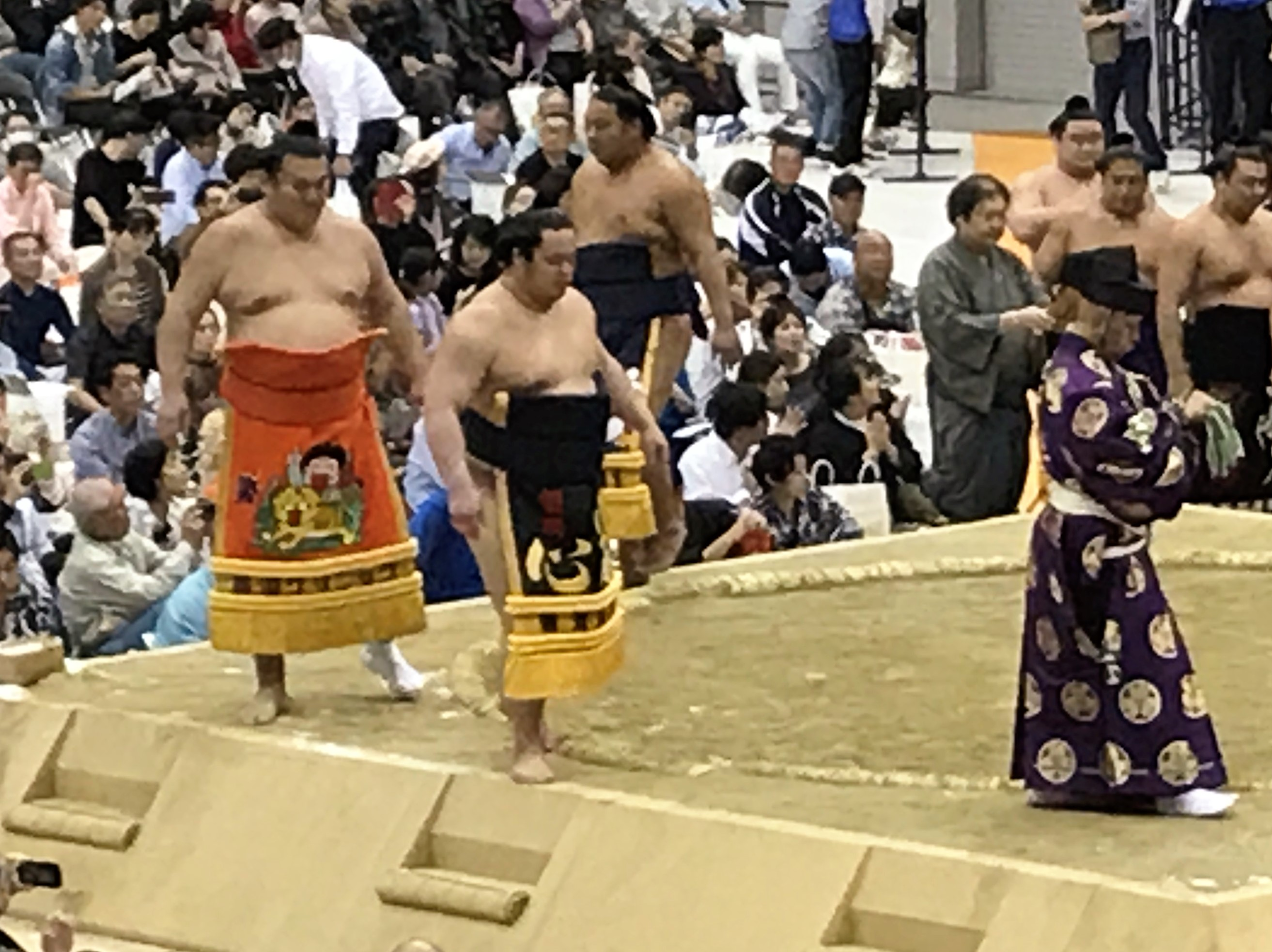
勢翔太に贈られた西原理恵子デザインの化粧まわし

大学在学中に成人誌のカットを描く仕事を始めると、西原独自の「絵の横に本文に対するツッコミを書き添えた」イラストとツッコミを絡めるスタイルを行った。これが編集者の目に留まったことで、1988年に小学館『ヤングサンデー』で漫画家としてデビュー出来ている。このスタイルはその後にノンフィクション漫画というジャンルで大きな開花を果たしている。
デビュー当時は原律子のエロギャグを写し書きしていたが、誰からも気付いてもらえなかったことに寂しさを感じたと語っている。
絵柄は基本的に非常にラフで、特にギャグ作品では描き殴ったような印象を受ける。自ら「上達ではなく下達するタイプ」と評している。
『まあじゃんほうろうき』『恨ミシュラン』『できるかな』などの、型破りな「エッセイ漫画」が前人未到の「無頼派」と評される一方、『はれた日は学校をやすんで』『ゆんぼくん』『ぼくんち』『いけちゃんとぼく』などでは「叙情性」が特徴とされる。ちなみに『まあじゃんほうろうき』のコラムで片山まさゆきは「彼女がその気になれば、すぐにでも童話作家になれる」と評している。
元夫の鴨志田穣や友人の金角（後に、ゲッツ板谷に改名）・銀角らがライターとしてデビューしたのも西原がきっかけであると言われている。
『いけちゃんとぼく』『女の子ものがたり』『パーマネント野ばら』など映画化が相次いでいる理由を問われ、「不況に強かったかな、と。景気が良かったら、もっとお金のかかる大作を映画化するんだろうけど。私の作品は、現実はキッチリ描くけど、最後はちょっとだけ笑っていただけるところがある。それが理由かな。みなさん精神的にキツい局面なので、夢みたいなセレブ生活なんて見たくないのかもしれませんね。」と語った。
『ぼくんち』の題名はけらえいこの漫画『あたしンち』をもじったものであると言われていたが、作者本人はこれについて「よりぬき毎日かあさん」内のインタビューにて否定している。
文章担当者（山崎一夫、鴨志田穣、清水義範、末井昭、ゲッツ板谷ら）と共著扱いになっている書が多数存在する。

### 自画像
作品内の自画像はたびたび変化している。初期の頃はおかっぱ頭に黄色のシャツと赤いスカート姿だったが、『まあじゃんほうろうき』では麻雀に負けると羽をむしられた鳥の姿に変身し、『鳥頭紀行ジャングル編』辺りからモンペをはき、手ぬぐいを首に巻いた土木作業員のような格好になった。『鳥頭紀行 くりくり編』にてミャンマーで出家して以降は坊主頭（髪は前髪の一房のみ）と修行衣姿になる（この姿は、本人によれば読者から「腐ったキューピー人形」と投書が来るほど不評だったらしい）。そして2児の母となった現在は、お団子頭を玉かんざしでまとめ割烹着にサンダル履きという「古き良き時代の庶民的おかん」というべき格好をしている（青島幸男扮する『意地悪ばあさん』の伊知割石と、ばってん荒川扮するお米ばあさんを、モデルにしているという）。2007年から2009年連載の『西原理恵子の太腕繁盛記』以降では「おかっぱ頭で首に手ぬぐい、黄色のシャツ」という自画像になっている。『りえさん手帖』では、茶髪パーマに派手な柄の服で登場する。

## 人物
実父、元夫（鴨志田）がアルコール依存症で、義父がギャンブル依存症である。自分の母親がいつも自分が結婚した男の悪口を言ってたのが嫌であったことを明かしている。理恵子は鴨志田と同居再開から亡くなるまでの最後の半年間で「私たちは親の代よりちょっとはまともな家族になれたんじゃないかな」って思っており、癌になっていた鴨志田と同居再開するように自身を説得をした高須克弥のおかげで負のスパイラルから抜け出ることが出来たと述べている。

### 親交
同年齢の親友である小説家の岩井志麻子、編集者の中瀬ゆかりとともに「熟女キャッツアイ」を名乗り、トークショーなどの活動を行っている。高須の私財を基に設立された高須克弥記念財団においては、西原が理事長に就任している。2012年10月11日発売の『女性セブン』では高須克弥との対談において、高須の妻の死去後、2年間にわたって「交際」していることを明らかにした（知り合ったのは10年前という）。敢えて入籍しないことを選んだ理由として高須は「籍を入れると何かあった時に全部不倫と言われる」と述べており、西原もこの考え方に賛成している。
2012年2月まで、TOKYO MXの夕方帯番組『5時に夢中!』に、同番組のスポンサーである高須とともに出演していた。同番組では高須、西原、ファッションモデルのジョナサン・シガーのそれぞれの頭文字より「TSJお稽古クラブ」と題したレギュラーコーナーを持ち、毎週出演をしていた。しかし、2012年2月23日に出演した際、ディズニーランドの清掃業者に関する本を酷評し、さらに3月15日には、ど真ん中に牡丹の花が描かれている本の表紙を見て「牡丹ど真ん中、まんこど真ん中」と失言。その結果、『5時に夢中!』を降板させられた。この降板の件で、本人が「大ファン」という『東京スポーツ』の一面記事に載り「人生最良の日を迎えられました」とブログでコメントしている。
幼少より映画鑑賞を好み、自身の作品が映画化される際はほぼカメオ出演をしている。
同郷であるやなせたかしの訃報に際し、『毎日新聞』2013年10月20日号の『毎日かあさん』で追悼の意思を表しており、その中で「自身のサイン会にて、不機嫌だった子供に対しアンパンマンのイラストとやなせのサインを勝手に書いてプレゼントしたことがあり、そのことをやなせに対して話すと「いいよ、ぼくも売れないころドラえもんのサイン描いてたから」と承諾された」というエピソードを紹介した。

### 子供
子供は前夫の鴨志田との間に1男1女がいる（2人は西原の漫画にもしばしば登場する）。

#### 息子
西原と高須が共に朝帰りする様子を『FRIDAY』に掲載された際は「息子たち公認」と書かれたが、息子曰く「んなもん誰も認めてねーよ」とのこと。ただし「何としてでも漫画家になるんだという不屈の精神は尊敬している」とのことで、息子との仲は悪くない。息子は1年間アメリカに留学させていたことで、ホームステイで家族への感謝は大げさに伝えなきゃいけないと学んだこと、感謝と謝罪以外に「こういうふうにうれしい、こういうふうに不愉快だって言わないと物事が何一つ前に進んでいかないと学んだ」と西原に言ったため、西原は「外飯（留学）食わせて良かったなと思った」と述べている。息子の成人時に「成人おめでとう」って言った時に、息子から「好きにやらせてくれて本当にありがとう」「お母さんの生き方はとっても良いと思うよ。よくわかんないけどさ、男尊女卑とかそういうものに縛られずに自由にやっていて自慢だよ」と言われている。

#### 娘
『毎日かあさん』の「ぴよ美」のモデルにもなったとされ、俳優として舞台などに出演していた一方、母娘の不仲をブログに記したこともあった。
2014年当時は母兄とも仲が良く、西原に影響を受けたことを「誇り」とまで言っていたが、2021年自身のブログで、「初めて精神科に行った際に、家庭環境を答えると「すぐに児童相談所に連絡します」と言われたが、そんなことされたら殺されると思い、泣きながらやめてくれと懇願し、サインバルタをもらって帰った」、「最初は学費も生活費も出さないと言われていたが、AOで受かった大学の入学金は振り込まれており、お母さんは本気で私のことを捨てる度胸がないからだ」と述べている（後日、これらの投稿は自身で削除された）。2023年7月29日にアパートから飛び降り、骨盤を骨折したと、自身のSNSで述べている（後日、これらの投稿は自身で削除された）。亡父を慕い、鴨志田姓を名乗っている。

## 作品リスト

### 叙情派
- ちくろ幼稚園
- はれた日は学校をやすんで
- ゆんぼくん
- ぼくんち
- 上京ものがたり
- 女の子ものがたり
- いけちゃんとぼく
- パーマネント野ばら
- きみのかみさま

### 無頼派（ギャンブル関係）
- まあじゃんほうろうき
- パチンコにはちょっとひとこといわせてもらいたい
- 定本何を切る!? （片山まさゆきと馬場裕一との共著）
- デカピンでポン!!（山崎一夫との共著）
- どばくちさいゆうき（同）
- サクサクさーくる（同）
- カモネギ白書（同）
- たぬきランド（1）-（3）（同）
- たぬきランド・ネオ（同）
- たぬきランド・ひふみ（同）
- パチンコの王道（同）
- 麻雀で食え-山ちゃん麻雀カッパギ指南（同）
- 麻雀で食え!!おかわり（同）
- たぬきの皮算用（同）
- たぬきの皮算用2（同）
- たぬきの明細票（同）
- 高田馬場の三馬鹿物語（同）
- 迷って選んだ答えは必ず間違い（同）
- パチンコからはじまる○×△な話（山崎一夫と末井昭との共著）

### 無頼派（体験記他）
- 鳥頭紀行 ジャングル編 ISBN 4043543050
- 鳥頭紀行 くりくり編 ISBN 4043543085
- 鳥頭紀行 ぜんぶ ISBN 4022642661
- 鳥頭対談（群ようことの共著）
- 怒濤の虫
- できるかな
- できるかなリターンズ
- できるかなV3
- できるかなクアトロ
- できるかなゴーゴー!
- できるかなロワイヤル
- 営業ものがたり
- 西原理恵子の太腕繁盛記 FXでガチンコ勝負!編

### 共著
- 鳥頭対談（群ようことの共著）
- 『静と理恵子の血みどろ絵日誌』シリーズ（伊集院静との共著 単行本版：双葉社 文庫版：角川文庫）
  - アホー鳥が行く
  - それがどうした　2002年双葉社刊後 2005年角川文庫
  - ぜんぜん大丈夫
  - たまりませんな
  - どうにかなるか
  - なんでもありか
- 恨ミシュラン1-3（神足裕司との共著）
- はじめてわかる国語（清水義範との共著）
- いやでも楽しめる算数（清水義範との共著）
- おもしろくても理科（清水義範との共著）
- もっとおもしろくても理科（清水義範との共著）
- どうころんでも社会科（清水義範との共著）
- もっとどうころんでも社会科（清水義範との共著）
- 飛びすぎる教室（清水義範との共著）
- むいむい―りえこさん虫日記（西田考治との共著）
- アジアパー伝シリーズ（鴨志田穣との共著）
- ブスの壁（高須克弥、西原はイラスト担当）ISBN 4103021519
- 独断流「読書」必勝法（清水義範との共著）ISBN 9784062140577
- 中島らもの明るい悩み相談室シリーズ（イラスト担当の一人として参加）
- 定本何を切る!? （片山まさゆきと馬場裕一との共著）
- ご存知!銀玉親方・山ちゃんのパチンコかっぱぎ講座（山崎一夫との共著）
- 銀玉親方のパチンコ絶対必勝法!!（同）
- 銀玉親方のパチンコカッパギ道場!!（同）
- 銀玉親方のパチンコが3日で勝てる本!!（同）
- 続・銀玉親方のパチンコが3日で勝てる本（同）
- 最新版・銀玉親方のパチンコが3日で勝てる本（同）
- 銀玉親方のCR機パチンコが3日で勝てる本（同）
- 銀玉親方の新・CR機パチンコが3日で勝てる本（同）
- サイバラ式（同）
- デカピンでポン!!（同）
- どばくちさいゆうき（同）
- サクサクさーくる（同）
- カモネギ白書（同）
- たぬきランド（1）-（3）（同）
- たぬきランド・ネオ（同）
- たぬきランド・ひふみ（同）
- パチンコの王道（同）
- 麻雀で食え-山ちゃん麻雀カッパギ指南（同）
- 麻雀で食え!!おかわり（同）
- たぬきの皮算用（同）
- たぬきの皮算用2（同）
- たぬきの明細票（同）
- 高田馬場の三馬鹿物語（同）
- 迷って選んだ答えは必ず間違い（同）
- パチンコからはじまる○×△な話（山崎一夫と末井昭との共著）
- タイ怪人紀行（ゲッツ板谷、鴨志田穣との共著、西原はイラストを担当）
- ベトナム怪人紀行（同）
- インド怪人紀行（同）
- ベトナム乱暴紀行リバイバル（同）
- ばらっちからカモメール（同）
- 続 ばらっちからカモメール―最後のラブレター （鴨志田穣との共著）
- カモちゃんの今日も煮え煮え（鴨志田穣との共著）
- わらしべ偉人伝！（ゲッツ板谷との共著）
- バカの瞬発力（同）
- 許してガリレオ！（同）
- 情熱チャンジャリータ （同）
- 板谷バカ三代（同）
- やっぱし板谷バカ三代（同）
- 板谷遠足！（同）
- 妄想シャーマンタンク（同）
- 西原理恵子X月乃光司のおサケについてのまじめな話 アルコール依存症という病気（月乃光司との共著）
- 実録!あるこーる白書（吾妻ひでおとの対談。協力、月乃光司）
- 週刊とりあたまニュース　最強コンビ結成!編（佐藤優との共著）
- とりあたまJAPAN　日はまた昇る!編（同）
- とりあたま帝国　右も左も大集合!編（同）
- とりあたま大学　世界一ブラックな授業!編（同）
- とりあたまGO　モンスター襲来!編（同）
- とりあたま炎上　忖度無用のチキンレース!編（同）
- とりあたま元年　最凶コンビよ永遠に!編（同）

### その他書籍
- 西原理恵子の太腕繁盛記 ＦＸ編(青山浩とのFX体験記)
- 西原理恵子のおくられてうれしくないポストカード（カラーポストカード集）
- 西原理恵子のやっぱりおくられてうれしくないポストカード（カラーポストカード集）
- サイバラ貼り倒しシールブック
- サイバラ茸1-8（共著等より西原の作品部分のみを抜粋し編集）
- 毎日かあさん
- りえさん手帖
- 西原理恵子の人生一年生1-2（単行本版と、『できるかなクアトロ』に収録された小学六年生連載版がある）
- いけちゃんとぼく（絵本。ザ・ベストハウス123で「絶対に泣ける本第1位」に選ばれた）
- 毎週かあさん（小学館の携帯サイトで毎週配信されたカットを編集）
- この世でいちばん大事な「カネ」の話（自叙伝的エッセイ）
- 西原理恵子の人生画力対決1-8（ビッグコミックスペリオール）
- おとうさんとおかあさんのけんか(絵本）
- それはちょっといやだ（ロッキング・オンに連載された4コマ漫画。「できるかな」他、収録）
- サイバラ絵日記（『静と理恵子の血みどろ絵日誌』シリーズ〈週刊大衆連載コラム「それでもアホー鳥が行く[39]」編集本〉の続編で、コラムから西原のカット部分のみを編集して収録）　2012年　双葉社
- 生きる悪知恵 正しくないけど役に立つ60のヒント、文春新書
- 家族の悪知恵 身もフタもないけど役に立つ49のヒント、文春新書
- いいとこ取り！熟年交際のススメ（新潮社）
- ダーリンは70歳（ビッグコミックスペリオール）
- 猫組長と西原理恵子の「ネコノミクス宣言」(週刊SPA!)
- 女の子が生きていくときに、覚えていてほしいこと（KADOKAWA）

### コンピュータゲーム
- さいばらりえこのまあじゃんほうろうき（タイトーより発売されたスーパーファミコン用ソフト。麻雀ゲーム）
- 雀牌遊戯'99たぬきの皮算用（メディアリングより発売されたプレイステーション用・パソコン用ソフト。麻雀ゲーム。カマ友サトちゃんサイバラ作品第1弾。ファミ通初の麻雀ゲーム殿堂入り作品。売上10万本以上。後にNECインターチャネルよりPC版も発売。）
- 麻雀鳥頭紀行（メディアリングより発売されたプレイステーション用ソフト。麻雀ゲーム。カマ友サトちゃんサイバラ作品第2弾。ゲームなのにカラー原画100点超…西原曰くダマサレタ…。）
  - 麻雀鳥頭紀行読本（ケイブンシャより発売されたプレイステーション用ソフトの攻略本。カマ友サトちゃん企画。攻略本と言うよりは原画集。ゲッツと鴨ちゃんの対談付き）
- 西原理恵子の殿堂麻雀（メディアリングより発売されたゲームボーイアドバンス用ソフト。麻雀ゲーム。カマ友サトちゃんサイバラ作品第3弾）

### テレビアニメ
- ふるさと再生 日本の昔ばなし（キャラクターデザイン　絵コンテ・演出:ところともかず）
  - 第79回「小さな栃の実」（2013年）
  - 第120回「一休さんの虎退治」（2014年）

### Webアニメ
- 海ノ民話のまちプロジェクト（キャラクターデザイン　絵コンテ・演出:ところともかず）
  - 「うしろむき弁天ものがたり」（2024年）

## 出演

### テレビ
- 5時に夢中!（TOKYO MX、木曜日）2012年3月で降板

### CM
- 高須クリニック
- J-オイルミルズ
- 出前館（ナレーション）

### 映画
- ワルボロ（2007年、東映） - 保育園の保母さん 役
- いけちゃんとぼく（2009年、角川映画） - 親戚のおばさん2 役
- 女の子ものがたり（2009年、IMJエンタテインメント、エイベックス・エンタテインメント） - みさの近所のおばさん 役
- パーマネント野ばら（2010年、ショウゲート） - 美容院専用ヘアカタログ「美人・ヘアカタログ」のモデル 役
- 上京ものがたり（2013年、ファントム・フィルム） - ビル清掃のおばさん 役

## 演じた俳優
- 森公美子（声） - 『毎日かあさん』（2009年（平成21年） - 2012年（平成24年）、テレビアニメ） 役名：鴨原理恵子
- 山田優 - 『崖っぷちのエリー〜この世でいちばん大事な「カネ」の話〜』（2010年（平成22年）、ドラマ）役名：相原絵里子
- 永作博美 - 『酔いがさめたら、うちに帰ろう。』（2010年、映画）役名：園田由紀
- 小泉今日子 - 『毎日かあさん』（2011年（平成23年）、映画）役名：サイバラリエコ
- 松岡茉優（高校生以降）、  山田菜々香（子役）-『人生は「サイテーおやじ」から教わった』（2013年、ドラマ）[40][41] 役名：西原理恵子
- 亜城めぐ（声） - 『できるかな』（2017年、タテアニメ）